# Calles chuekas
Calles Chuekas es el nombre del octavo álbum de estudio del grupo mexicano de rap Crooked Stilo. El álbum fue lanzado el 26 de mayo de 2015 por Mastered Trax Latino.
El álbum tiene colaboraciones con artistas como MC Magic, Elias Diaz, King Lil G y C-Kan.

## Lista de canciones
| N.º | Título                                 | Duración |  |
| 1.  | «Sin camoflaje»                        | 3:21     |  |
| 2.  | «No me olvido» (feat. Tony Haze)       | 3:47     |  |
| 3.  | «Respeto» (feat. King Lil G)           | 4:12     |  |
| 4.  | «Sobrevivir» (feat. Flakiss)           | 3:33     |  |
| 5.  | «Trofeo» (feat. DJ Kane)               | 2:55     |  |
| 6.  | «Odio» (feat. Don Aero)                | 4:25     |  |
| 7.  | «Reales» (feat. Concrete)              | 3:38     |  |
| 8.  | «Para siempre» (feat. MC Magic)        | 3:50     |  |
| 9.  | «Respira»                              | 3:46     |  |
| 10. | «Un beso» (feat. Melódico, Elias Diaz) | 3:19     |  |
| 11. | «Somos hermanos» (feat. C-Kan)         | 4:13     |  |
| 12. | «Luchando» (feat. Débil Estar)         | 3:57     |  |